# Palazzo Magnati
Palazzo Magnati è un'architettura civile settecentesca di Cerreto Sannita. 
Nel 1955 vi furono girate alcune scene del film La bella mugnaia. 

## Storia
L'edificio, oggi di proprietà Altieri, apparteneva originariamente a Domenico Gizzio che nel 1703 venne nominato dal conte "erario", con il compito di esigere tutte le entrate feudali che spettavano ai Carafa. 
Entro il 1733 il palazzo fu acquistato da Nicola Magnati, cerretese ma residente da tempo a Napoli, che in quell'anno dichiarava di possedere questa architettura. 
Il Magnati nel 1751 ampliò l'edificio, aggiungendovi una abitazione confinante.

## Descrizione
L'esterno è severo, privo di decorazioni al contrario degli altri palazzi cerretesi. Fa eccezione il portale a sesto ribassato, arricchito da una grossa cornice convessa impressa sulla pietra. 
L'interno è uno fra i più belli e meglio conservati della cittadina tanto da ospitare, nel 1955, le riprese del film la bella mugnaia nel quale funse da "palazzo del governatore". 
La doppia scala, unica a Cerreto Sannita, ricalca invece il gusto napoletano del tempo. La scala termina in un vasto atrio affrescato con grottesche rococò. 